# Boby na Zimních olympijských hrách 1952
Boby na olympiádě v Oslu.

## Medailové pořadí zemí
| Pořadí | Země                         | Zlato | Stříbro | Bronz | Celkově |
| ------ | ---------------------------- | ----- | ------- | ----- | ------- |
| 1.     | Německo (GER)                | 2     | 0       | 0     | 2       |
| 2.     | Spojené státy americké (USA) | 0     | 2       | 0     | 2       |
| 3.     | Švýcarsko (SUI)              | 0     | 0       | 2     | 2       |
|        | Celkem                       | 2     | 2       | 2     | 6       |

## Medailisté

### Muži
| Disciplína | Zlato                                                                           | Výkon   | Stříbro                                                                                           | Výkon   | Bronz                                                                                 | Výkon   |
| ---------- | ------------------------------------------------------------------------------- | ------- | ------------------------------------------------------------------------------------------------- | ------- | ------------------------------------------------------------------------------------- | ------- |
| dvojbob    | Německo (GER) · Andreas Ostler · Lorenz Nieberl                                 | 5:24,54 | Spojené státy americké (USA) · Stanley Benham · Patrick Martin                                    | 5:26,89 | Švýcarsko (SUI) · Fritz Feierabend · Stephan Waser                                    | 5:27,71 |
| čtyřbob    | Německo (GER) · Andreas Ostler · Friedrich Kuhn · Lorenz Nieberl · Franz Kemser | 5:07,84 | Spojené státy americké (USA) · Stanley Benham · Patrick Martin · Howard Crossett · James Atkinson | 5:10,48 | Švýcarsko (SUI) · Fritz Feierabend · Albert Madörin · André Filippini · Stephan Waser | 5:11,70 |